# National Highway 1D
Der National Highway 1D (NH 1D) auch als Srinagar-Leh Highway bekannt, ist ein National Highway, der in den Unionsterritorien Jammu und Kashmir und Ladakh in Nordindien verläuft. Die Straße verbindet Srinagar mit Leh. Es ist eine von nur zwei Straßen, die Ladakh mit dem Rest der Welt verbinden. Die andere Straßenverbindung ist der Leh-Manali Highway. The Srinagar-Leh Highway wurde 2006 zum National Highway erhoben.
Die alte zentralasiatische Handelsroute Srinagar-Leh-Yarkand war auch als die Treaty Road, bekannt. Sie wurde so nach einem Vertrag bezeichnet, der 1870 zwischen dem Maharaja Ranbir Singh und Thomas Douglas Forsyth geschlossen wurde.

## Wetterbedingungen
Schneefall blockiert die höchsten Pässe für sechs Monate im Jahr. Im Frühjahr räumt die Border Roads Organisation (BRO) den Schnee und beseitigt Straßenschäden, die durch Erdrutsche verursacht wurden. Auf dem Zoji-La-Pass, über den die Straße führt, fielen 2008 ungefähr 18 m Schnee.

## Geographie
Für den größten Teil der Strecke verläuft der NH 1D durch sehr extremes Relief und folgt der historischen Handelsroute entlang des Indus, so dass der Reisende auch heute noch einen Blick in Orte von historischer und kultureller Bedeutung erhält. Die Straße ist in der Regel von Anfang Juni bis Mitte November offen. Die Gesamtstrecke beträgt 422 km.
Die höchsten Punkte der Straße sind der Fotu-La-Pass mit 4108 m, der Namika-La-Pass mit 3700 m und der Zoji La mit 3.528 m.
Zwischen dem Fotu La und Leh gibt es in Khalatse einen Kontrollposten der Regierung.
Dras ungefähr 170 km von Srinagar auf einer Höhe von 3249 m ist der erste größere Ort nach dem Zoji La und vor dem Namika La. Der Ort gilt als der kälteste Ort in der Welt nach Sibirien, mit Temperaturen bis −45 °C.

## Geschichte
Im 17. und 18. Jahrhundert war die Straße nur ein Weg, der selbst für Ponys unpassierbar war. Waren, hauptsächlich Pashmina Wolle, wurde von Trägern von Yarkand und Tibet für die Schalproduktion nach Kashmir gebracht.
Im 19. Jahrhundert wurde die Verbindung so verbessert, dass Ponykarawanen sie begehen konnten. Dieser Ausbau begann nachdem General Zorawar Singh die Region Ladakh zwischen 1836 und 1840 vom Reich der Sikh für Gulab Singh eroberte. Das Fürstentum Jammu und Kashmir wurde 1846 durch den Verkauf Kashmirs an Gulab Singh im Vertrag von Amritsar geschaffen.
Im April 1873 stellte Regierung Kashmirs die jährliche Summe von 2500 Rupien für den Erhalt der Straße und ihrer Karawansereien bereit.
In den 1950er Jahren stiegen die Spannungen um Ladakh. Die Volksrepublik China hatte eine Militärstraße über eine Strecke von 1200 km aus Xinjiang ins westliche Tibet gebaut. Die Straße wurde 1957 von Indien entdeckt und von chinesischen Landkarten 1958 bestätigt, die die Straße verzeichneten. Die politischen Spannungen nahmen zu und führten zum Indisch-Chinesischen Grenzkrieg von 1962.
Die Straße auf der chinesischen Seite gab der chinesischen Armee Vorteile für den Nachschub und veranlasste die indische Armee ebenfalls eine Straße für diesen Zweck zu bauen. Der Bau begann in Srinagar 1962 und erreichte Kargil nach zwei Jahren. Dies war die Grundlage des modernen Srinagar-Leh Highway.
Beschränkungen für den zivilen Verkehr wurden 1974 aufgehoben.
Die Straße wurde als Aufmarschweg von der indischen Armee im Kargil-Krieg 1999 genutzt.

## Galerie

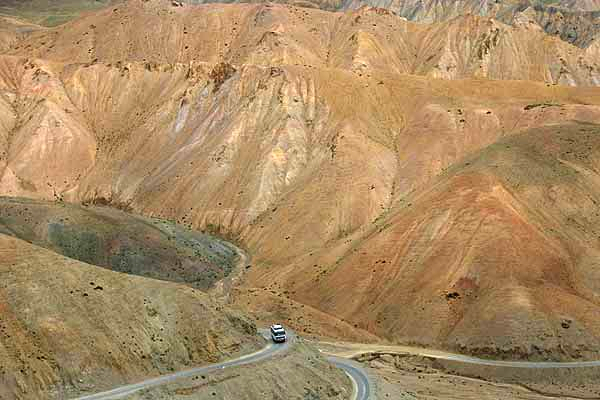
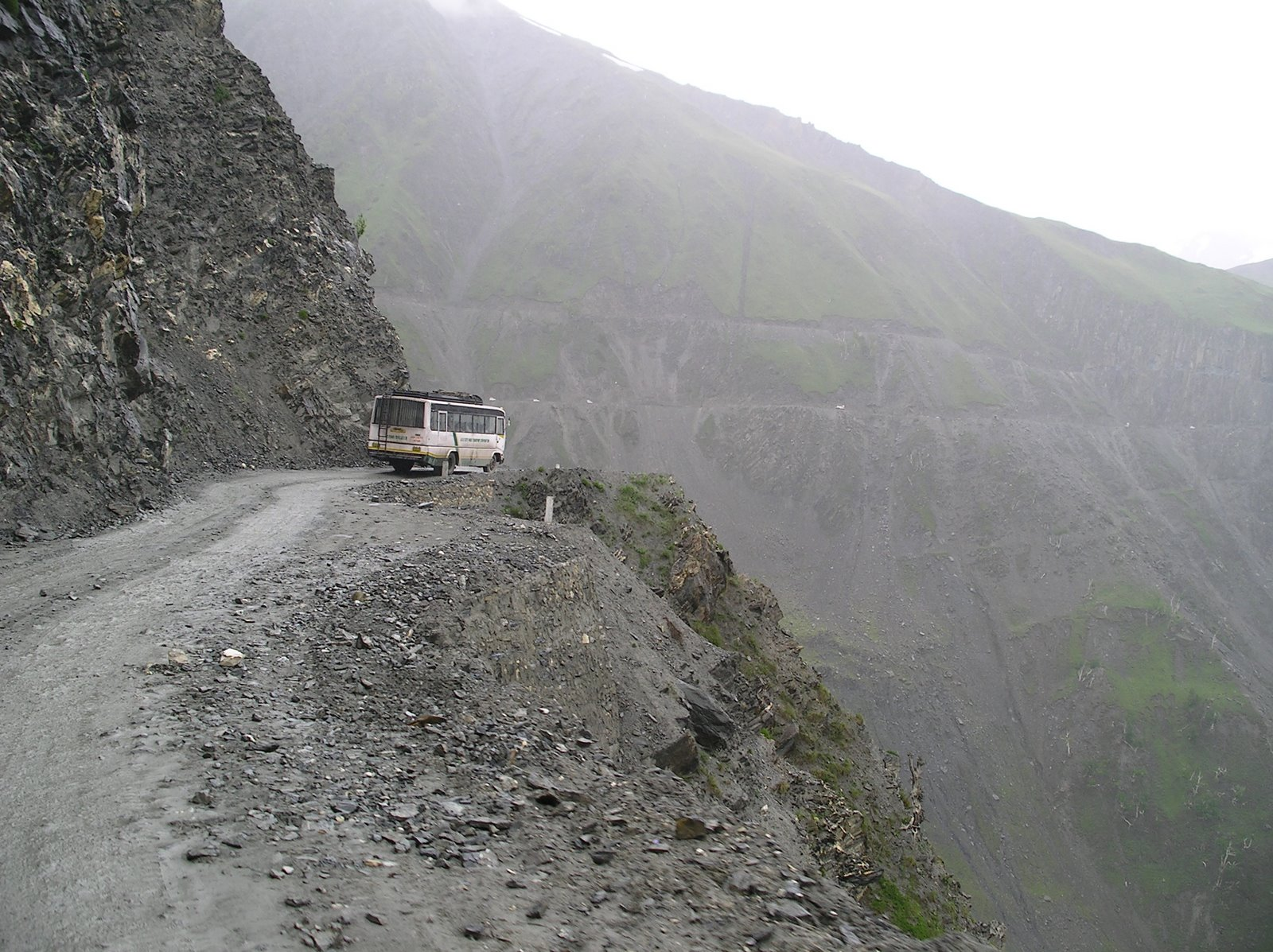
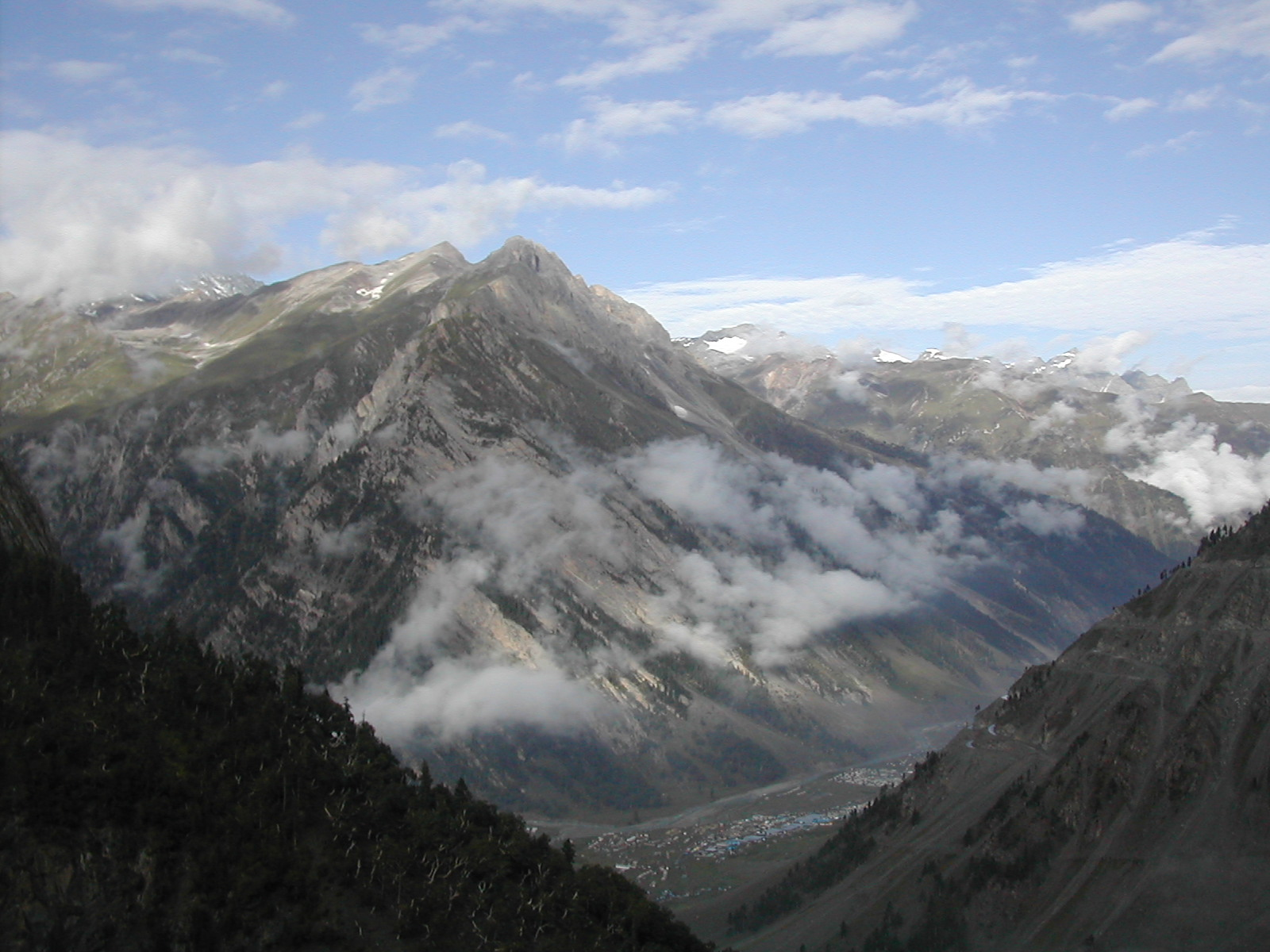
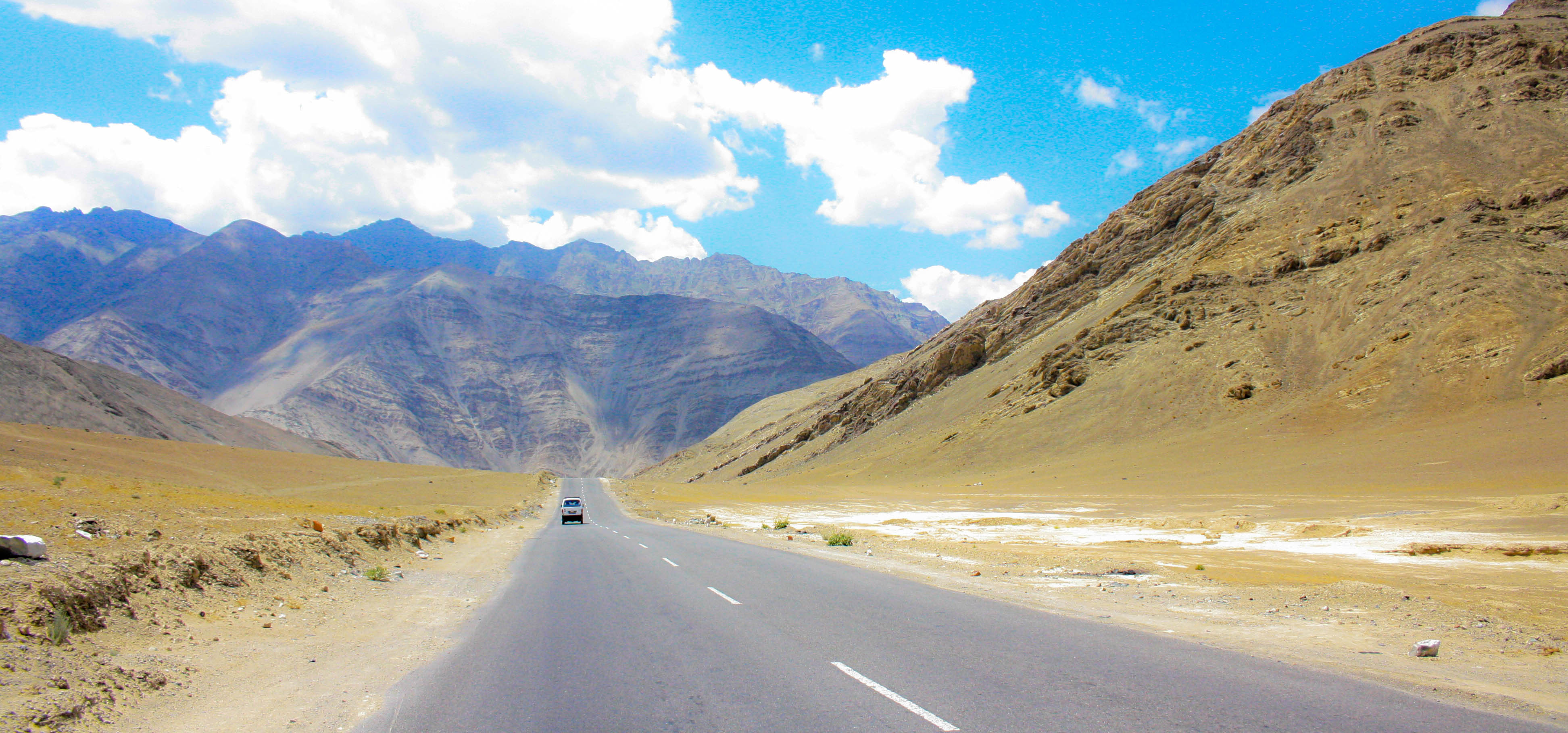
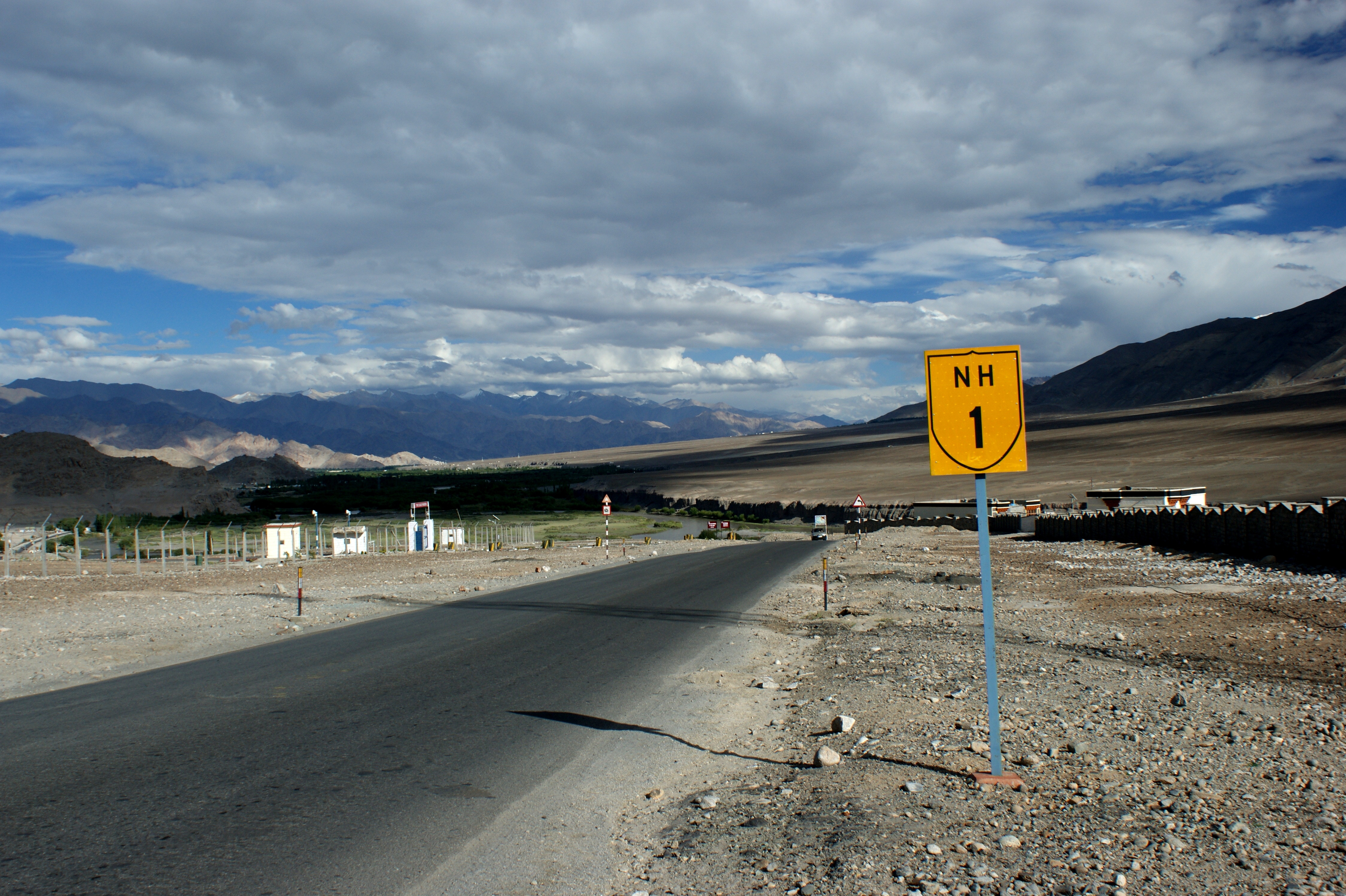